# Scopula fulvicolor
Scopula fulvicolor là một loài bướm đêm trong họ Geometridae.